# Monastère de Dechen Phodrang
Le Déchen Phrodrang est un monastère bouddhiste situé au nord de Thimphou, la capitale du Bhoutan. Son nom signifie « Palais du Grand Bonheur ».

## Historique
Un premier monastère fut construit au même endroit en 1216 par le lama Gyalwa Lhanapa (1164-1224), fondateur de la branche Lhapa du Drikung Kagyu. En 1641, le Shabdrung Ngawang Namgyal acheta le dzong pour y loger à la fois les moines et les fonctionnaires de l'État, mais le bâtiment se révéla vite trop petit pour accueillir tant de monde. Il dû faire alors construire un autre dzong plus loin dans la vallée pour accueillir uniquement les laïcs. Le nouveau bâtiment a alors été rebaptisé Tashichho dzong.
Le premier bâtiment a été dévasté par un incendie en 1771 et a dû être abandonné. Il a été reconstruit dans les années suivantes et on l'a appelé « Dechen Phodrang », nom qu'il porte encore.

## École monastique
En 1971, le monastère est devenu école monastique et a pris le nom de lobdra. Il compte actuellement 450 moines étudiants inscrits pour un cursus de huit ans. Chaque promotion compte 15 personnes. Le monastère abrite plusieurs objets historiques bhoutanais importants, notamment des peintures du XIIe siècle classées par l'UNESCO et une statue remarquable de Shabdrung Ngawang Namgyal à l'étage supérieur. Au centre de la chapelle du rez-de-chaussée on a installé un Bouddha Sakyamuni .

## Galerie
|                                         |
| Moines apprenant à jouer de la musique. |

|                              |
| Moines apprenant à sculpter. |